# Adriano Bacconi
Adriano Bacconi (Firenze, 25 febbraio 1964) è un imprenditore e personaggio televisivo italiano con un passato da preparatore atletico e allenatore di calcio.

## Biografia
Nato a Firenze ma cresciuto a Pisa, si è diplomato all'ISEF di Firenze nel 1989 con una tesi sperimentale sul “Costo energetico delle esercitazioni tecnico/tattiche” dopo un anno come ricercatore al Centro Tecnico di Coverciano. Ha conseguito nel 1994 un Master in Scienze e tecniche delle attività fisiche e sportive presso l'Università della Borgogna con un essay sulla “Analisi biomeccanica comparata del terzo tempo nel calcio, nel basket e nella pallavolo”.
È diventato preparatore atletico professionista nel 1991 e ha conseguito il patentino di allenatore UEFA A nel 2000 insieme a Roberto Mancini.
Ha conosciuto sua moglie Silvia durante il periodo “bresciano”, con la quale ha avuto quattro figli: Tommaso, Andrea, Pietro e Rocco.

## Carriera Sportiva
È stato preparatore atletico del Pisa dal 1989 al 1991, e poi del Brescia per sette anni. È in questi anni che incontra Mircea Lucescu, allenatore rumeno con il quale formerà un sodalizio tecnico per molti anni e con cui svilupperà il primo software per l’analisi delle partite denominato FARM.
Nel 1994 supporta come collaboratore esterno Arrigo Sacchi nella preparazione dei campionati mondiali di calcio USA 1994 a cui fornisce supporto data-driven in tempo reale e strumenti di video-analisi utilizzati nello spogliatoio nell’intervallo delle partite con il software FARM.
Nel maggio 1998 assume il ruolo di direttore tecnico del Brescia. Nel gennaio 1999 subentra sulla panchina dell'Ospitaletto, in Serie D.
È Campione del Mondo avendo partecipato come Head of Match Analysis Area ai campionati mondiali di calcio Germania 2006 con la Nazionale Italiana guidata da Marcello Lippi. Ha participato anche alla FIFA Confederations Cup del 2009 e ai campionati mondiali di calcio 2010, entrambi in Sudafrica.
Entra all'Inter come consulente a luglio 2014 con il compito di organizzare e coordinare l'area match analysis introducendo nuove tecnologie e formando le risorse interne a disposizione di Walter Mazzarri. Dal gennaio 2015 diventa collaboratore tecnico nello staff tecnico di Roberto Mancini. 
Nel 2018 è stato allenatore del Palermo in serie B.

## Carriera Imprenditoriale
Fonda nel 1994 la Digital Soccer Project, azienda bresciana che realizza servizi con un software che analizza in tempo reale tutte le azioni delle partite di calcio. Vende l’azienda al gruppo Panini nel 2000. Resta come amministratore delegato di Panini Digital fino al 2006. 
Fonda nel 2006 la Bigberry, azienda romana specializzata nella produzione e postproduzione video di format sportivi. Realizza la maggior parte delle collane home video di Rai e RCS Sport, tra cui le serie DVD "I miti del calcio", "Campionato Io ti amo", "50 anni di Pallone d'oro".
Fonda insieme al coreano Suri Chung nel 2011 la Pass-Football Ltd. specializzata in algoritmi per lo scouting internazionale di giocatori. 
Nel 2021 acquisisce MathandSport Srl, spin-off del Politecnico di Milano specializzata nella creazione di algoritmi di intelligenza artificiale in grado di misurare le performance sportive in tempo reale partendo dai dati posizionali. MathandSport Srl lavora con Lega Serie A e con gli staff tecnici di tutte le squadre del campionato.
Nel 2022 fonda la MathandSport Academy, master per Data Analyst di alta specializzazione.

## Opere
- Simone Mazzali, Adriano Bacconi, La preparazione fisica del calciatore, Reggio nell'Emilia, Koala libri, 1996, ISBN 88-86427-10-7.
- Adriano Bacconi, Paolo Rossi, La Juve di Antonio Conte, San Giuliano Terme, Felici, 2012, ISBN 978-88-6019-579-1.